# 1713年萊茵戰役
1713年萊茵戰役是法軍成功戰勝神聖羅馬帝國的一場戰役，發生於1713年神聖羅馬帝國拒絕簽署烏得勒支和約後。戰後雙方於隔年簽署了拉什塔特和約。

## 序幕
1713年4月11日，西班牙王位繼承戰爭的大多數交戰國簽訂了烏得勒支和約：一方為西班牙和法國，另一方則為大不列顛、葡萄牙及薩伏依以及荷蘭共和國。
哈布斯堡君主國及神聖羅馬帝國拒絕簽署該和約，並持續了與法國間的戰爭。

## 戰役
1713年，法國和神聖羅馬帝國雙方均在軍事上筋疲力竭，但法國仍能組成一隻最大的部隊(含300個戰隊及240個營)。法軍將指揮權交給了戰爭中無往不利的維拉爾元帥。
 
歐跟親王將他的部隊從西屬尼德蘭移往上萊茵地區，以利與其他德意志邦國的部隊會合。現時，來自海軍強國(英、荷、葡等國)的財政援助已終止，且這些撤往上萊茵地區的神聖羅馬帝國部隊減員非常嚴重，這導致會合後的歐根親王部隊僅有115個戰隊及85個營，其總兵力僅約為法軍的三分之一。
法軍於6月渡過萊茵河，貝宗侯爵隨後於24日開始圍攻蘭道。該城的守將為符腾堡公爵，他堅持至8月26日才投降。於此同時亞瑟·狄龍亦攻佔了凱撒勞頓。維拉爾公爵則於9月20日推進至弗莱堡，並開始圍攻該城 。
弗莱堡市區於10月15日投降，內城則於11月17日投降。歐根親王不敢冒會戰的風險，其角色弱化為被動的旁觀者。
路易十四此時開出了和解的橄欖枝，而神聖羅馬帝國也接受了。 
維拉爾元帥與歐根親王在巴登藩侯國的拉施塔特會晤，並開始一系列複雜的協商，直到1714年3月7日才簽署了拉什塔特和約。

## 來源
- 西班牙王位繼承戰爭，戰役與妥協， By C. T. ATKINSON, M.A, pag. 435 （页面存档备份，存于）
- Les Bourbons. LES TRAITES DE RASTATT ET DE BADEN METTENT UN POINT FINAL A LA GUERRE DE SUCCESSION D'ESPAGNE （页面存档备份，存于）